# Die Stute (2019)
Die Stute ist ein französischer animierter Kurzfilm von Elsa Duhamel aus dem Jahr 2019.

## Handlung
Vietnam im Jahr 1970: Die junge Jeanne ist 1959 geboren und lebt in Saigon. Der Vietnamkrieg läuft zwar, doch ist er zu weit entfernt, um das Leben der wohlhabenden Familie zu beeinflussen. Jeanne ist tierbegeistert und erhält zu jedem Geburtstag ein Tier, das sie sich gewünscht hat. Sie malt die Lebewesen, darunter Hühner, Vögel und ein Schwein. Ihre große Liebe sind jedoch Pferde, und vor allem die Stute Bach-Hông, die bei einem Reitverein in der Nähe untergestellt ist und die dem Präsidenten des Landes gehört. Immer wieder geht sie nach der Schule zur Stute und darf sie auch reiten. Zwei Jahre später findet in Saigon die Parade zu Ehren der Trưng-Schwestern statt, die Jeanne und ihre Freundin Nounou aus Ermangelung anderer Mädchen im Reitverein auf Pferden anführen dürfen. Jeanne reitet Bach-Hông.
Im April 1975 erscheinen Panzer in der Stadt. Jeanne und ihre Familie verstecken sich mehrere Tage. Als Jeanne im Anschluss zum Reitverein eilt, sind alle Tiere verschwunden. Sie erfährt, dass Soldaten die Pferde, darunter auch Bach-Hông, geschlachtet haben. Sie erhält Bach-Hôngs Sattel, den sie kurze Zeit später bei der Flucht der Familie per Boot mitnimmt. Als die Bootsflüchtlinge jedoch beinahe gestellt werden, wirft sie den Sattel und auch ihr Malbuch über Bord. Der Familie gelingt die Flucht nach Malaysia.
Jeanne lebt nun, 40 Jahre später, im Chartreuse. Erst vor zehn Jahren hat sie wieder zu reiten begonnen und es fühlte sich wie ein Drogenrausch an. Alles, was sie vermisst, ist tot, so Jeanne. Im Schnee füttert sie kurz darauf die Vögel und legt Heu für ihre beiden Pferde raus.

## Produktion
Die Stute war nach Françoise (2010) und Pieds verts (2013) der dritte animierte Kurzfilm von Elsa Duhamel und der erste nach Ende ihres Studiums. Im Jahr 2015 erhielt sie zur Umsetzung des Films ein Stipendium der Stiftung Jean-Luc Lagardère.
Der Film beruht auf den Erinnerungen von Jeanne Dang, die im Film als Erzählerin zu hören ist. Duhamel besuchte Dang dafür drei Mal in Grenoble und nahm insgesamt 15 Stunden Tonmaterial auf, das sie anschließend schnitt. Ausgehend davon entwickelte sie das Drehbuch und das Storyboard. Geräusche, wie Gesprächsfetzen und Verkehrslärm, nahm Duhamel vor Ort in Ho-Chi-Minh-Stadt auf. Der Film ist mit Tusche handcoloriert, wobei für den Film rund 10000 Zeichnungen und 200 Hintergründe entstanden. Die fertigen Zeichnungen wurden schließlich gescannt und am Computer zu einer animierten Sequenz zusammengesetzt.
Die Stute erlebte auf dem Festival Paris courts devant im November 2019 seine Vorpremiere und lief 2020 unter anderem auf dem Festival du Court-Métrage de Clermont-Ferrand. ARTE zeigte den Film am 1. November 2020 im Rahmen der Sendung Kurzschluss erstmals im deutschen Fernsehen.

## Auszeichnungen
Die Stute wurde 2021 für einen César in der Kategorie Bester animierter Kurzfilm nominiert.